# Усолье-Сибирское
Усо́лье-Сиби́рское — город в Иркутской области России. Образует Городской округ город Усолье-Сибирское.
Население — 71 694 чел. (данные на 1 января 2025 года), площадь — 7,9 тыс. гектаров.

## География
Расположен в 70 км к северо-западу от Иркутска, на левом берегу реки Ангары, на старом участке федеральной трассы Р255 «Сибирь» и Транссибирской железнодорожной магистрали. В городе находится станция Усолье-Сибирское Восточно-Сибирской железной дороги.

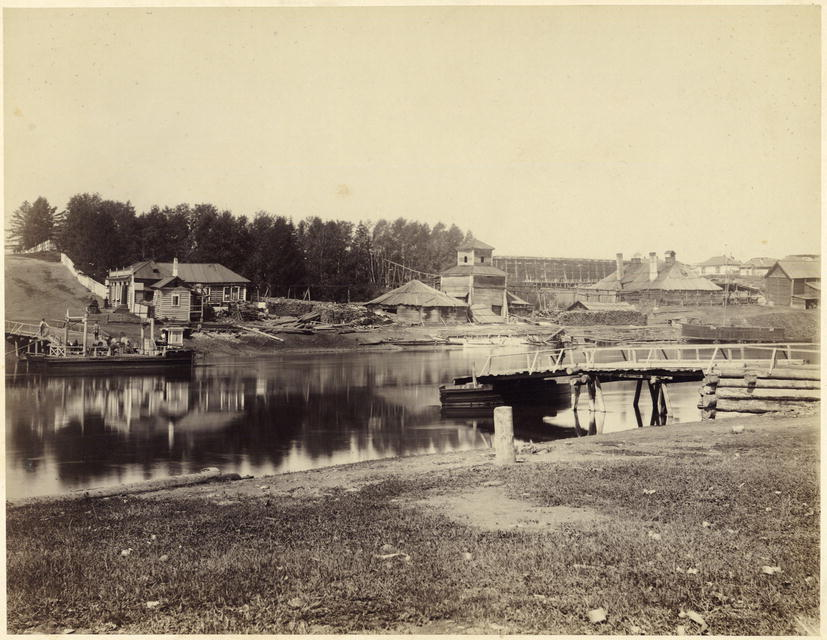
Усолье-Сибирское в 1880-е годы

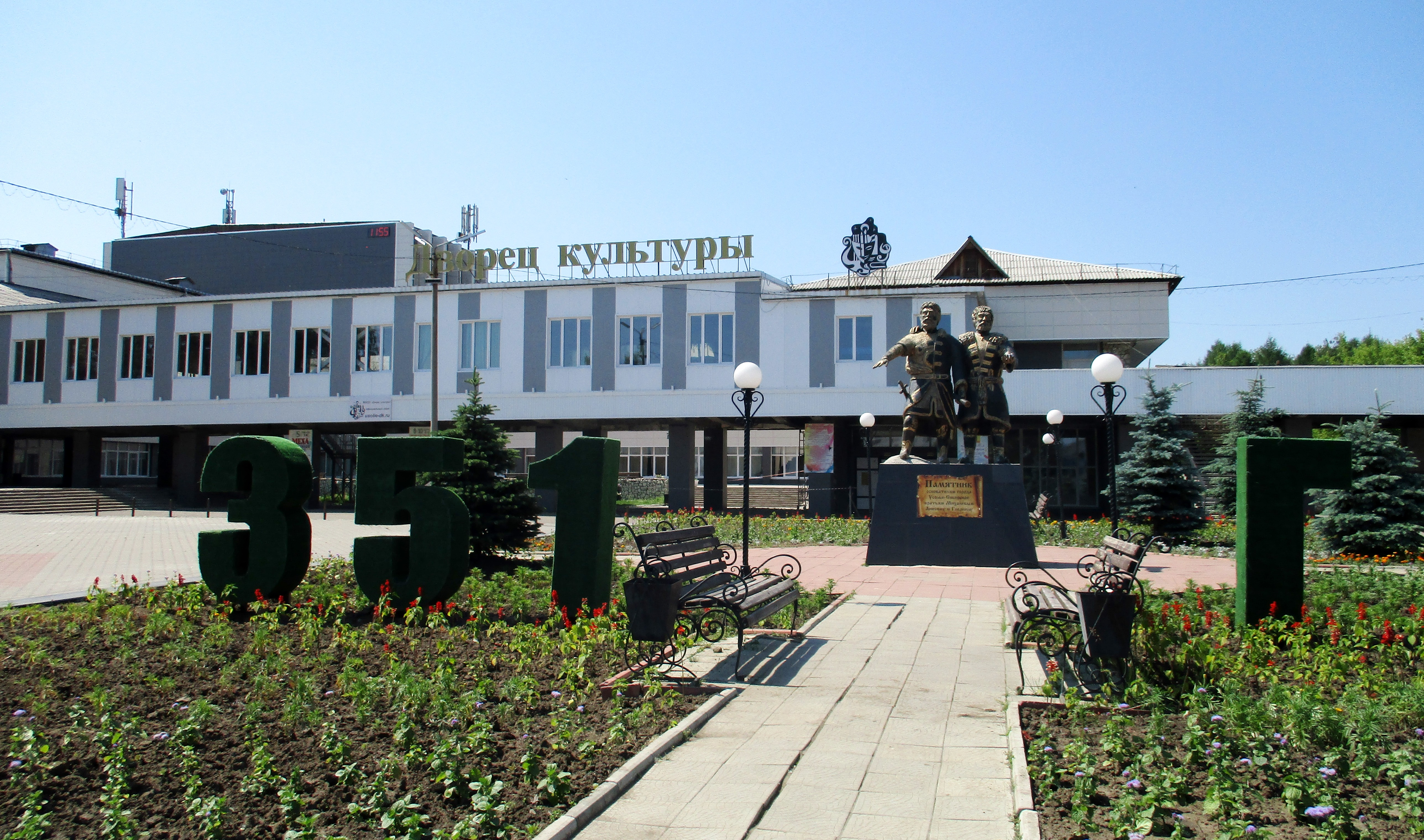
Дворец культуры и памятник Анисиму и Гавриилу Михалевым

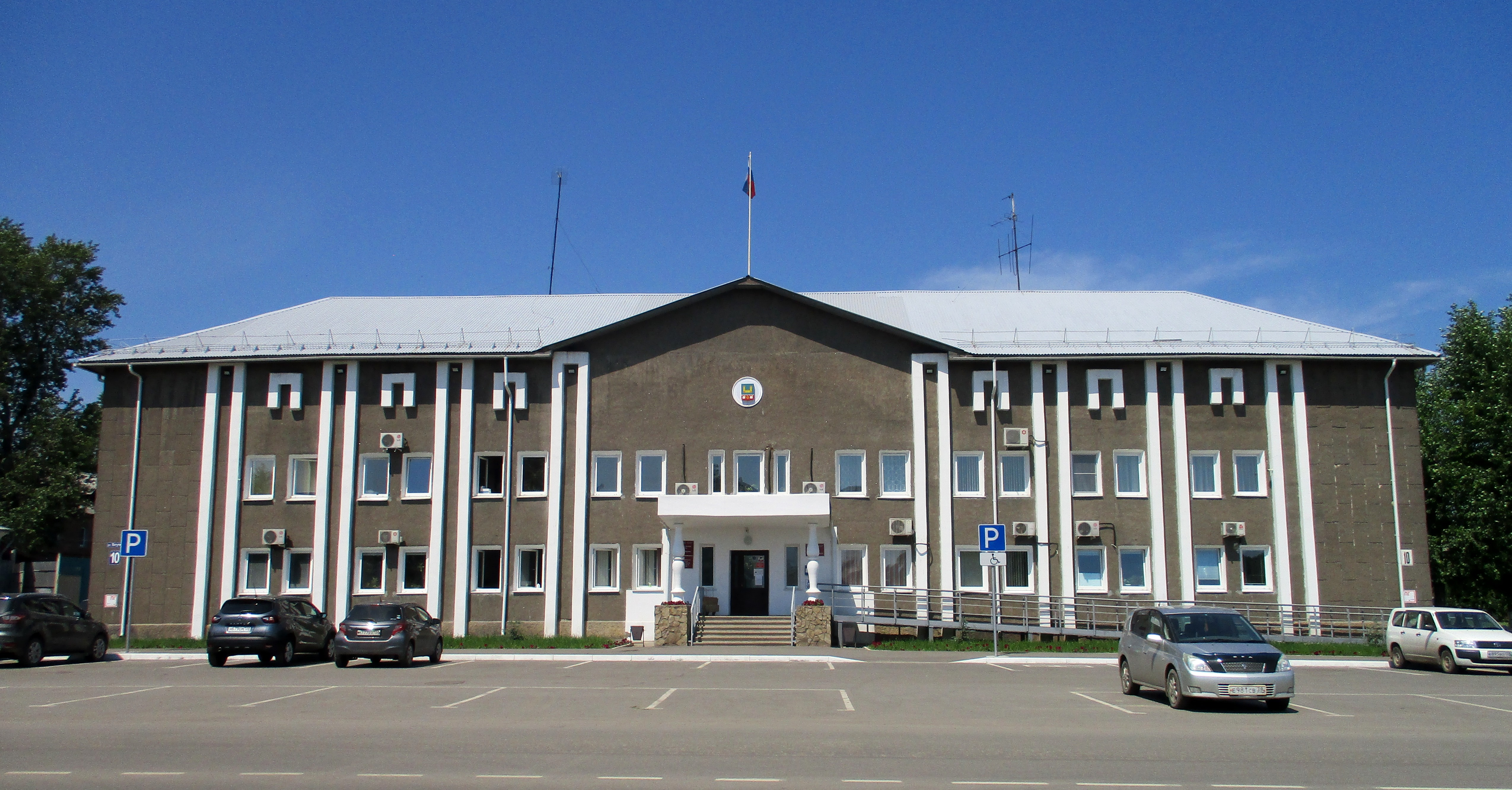
Администрация Усолья-Сибирского

## История
Усолье-Сибирское — один из старейших городов в Приангарье, основан в 1669 году енисейскими казаками братьями Анисимом и Гавриилом Михалёвыми, обнаружившими на берегу Ангары соляной источник и построившими здесь соляную варницу. В 1682 году после смерти Гавриила промысел был продан иркутскому купцу Ивану Ушакову, чьим именем названа река Ушаковка. В 1704 году игумен иркутского Вознесенского мужского монастыря Макарий добился передачи права на выварку соли монастырю.
С 1765 года завод поступил в казённое управление и на нём стал применяться труд ссыльнокаторжных. Условия труда были чрезвычайно тяжёлыми, большинство ссыльных и каторжников не выдерживало и сбегали в окрестные леса. В августе 1826 года в Иркутск прибыла первая группа декабристов. Ввиду отсутствия прямых указаний правительства о месте водворения декабристов иркутский губернатор решил направить двоих из них — Е. П. Оболенского и А. М. Якубовича — на Усольский солеваренный завод, здесь они находились до октября 1826 года, пока не пришло указание Николая I об отправке всех участников Восстания на Нерчинский рудник. В Усолье покоится прах декабриста П. Ф. Громницкого (1803—1851).
В Усолье был также выслан писатель Н. Г. Чернышевский. В это время в Усолье жил в ссылке видный представитель революционного подполья П. Г. Заичневский. Вместе с Н. Г. Чернышевским отбывал в Усолье каторгу Я. А. Ушаков.
Во второй половине XIX века, особенно после отмены крепостного права, на сибирских заводах труд ссыльнокаторжных стал заменяться более производительным наёмным трудом. Это стало толчком для дальнейшего развития промышленности Сибири. В Усолье начали открываться новые производства, и в первую очередь по обработке кожи. Часть жителей села Усолья занималась крестьянским хозяйством, извозом, лесным промыслом, а наиболее зажиточные держали постоялые дворы. Некоторое время вывоз соли в различные районы страны тормозился из-за отсутствия в Усолье железной дороги, которая была открыта в 1899 году. В 1900 году в Усолье также был открыт железнодорожный разъезд, а железнодорожная станция «Ангара» (так до 1957 года называлась станция Усолье-Сибирское) со всеми её постройками и коммуникациями появилась только в 1903 году.
Было в дореволюционном Усолье ещё одно предприятие — спичечная фабрика «Солнце». Перед революцией 1917 года ссылку в Усолье отбывали меньшевик И. Г. Церетели, впоследствии министр почты и телеграфа Временного правительства, эсер А. Р. Гоц, меньшевик А. Е. Попов, большевик Г. Л. Пятаков и его жена Е. Б. Бош.
После Гражданской войны в Усолье началось восстановление старых производств и создание новых. Наиболее крупным стало возведение химического завода. Завод предназначался для выпуска этиловой жидкости. Первую очередь завода по производству этой продукции Государственная Комиссия приняла в конце 1936 года. Важным событием в жизни города явился Указ Президиума Верховного Совета РСФСР от 25 апреля 1940 года о выделении города Усолья из районного подчинения в областное и присвоении ему названия Усолье-Сибирское (городом районного подчинения Усолье стало в 1925 году). После окончания Великой Отечественной войны все силы были направлены на восстановление и дальнейшее развитие народного хозяйства. В Усолье стали реконструировать старые и строить новые предприятия: завод горного оборудования, кирпичный, пивоваренный и другие. На химическом заводе пущены производства кислорода, хлорнафталина, соляной кислоты, хлористого этила, головакса и пергидроля.
C 1947 по 1953 год рядом с городом находился лагерь, входивший в систему ГУЛАГ.
В 1950-е годы в рамках постановления Совета Министров СССР от 17 января 1955 года «О наборе в Китайской Народной Республике рабочих для участия в коммунистическом строительстве и трудового обучения в СССР» на предприятиях и стройках города работали китайские рабочие.
Градообразующим предприятием Усолья-Сибирского являлся завод «Усольехимпром». В 1990-е годы он вступил в период кризиса, но продолжал работать, количество работников уменьшилось с 11 тысяч до 7,7 тысяч человек. Цех ртутного электролиза площадью более гектара был списан в 1998 году и перестал числиться на балансе предприятия, ныне он представляет высокую экологическую опасность. С 2014 года на промплощадке бывшего «Усольехимпрома» регулярно фиксируются выбросы соединений хлора и других токсичных веществ. Под зданием бывшего цеха ртутного электролиза продолжает находиться ртуть, удерживаемая глиной.
В ноябре 2002 года на «Усольехимпроме» было введено внешнее наблюдение, а весной 2003-го компания была признана банкротом. Выставленная на торги собственность предприятия в октябре того же года была выкуплена компанией «Нитол». Новый менеджмент продолжал сокращать нерентабельное производство, и к 2008 году на предприятии осталось 4,5 тысячи человек. В 2010 году химическое производство было практически прекращено.
В 2005 году «Нитол» объявил курс на создание высокотехнологичных материалов для солнечной энергетики и электронной промышленности вместо хлорной химии. На базе «Усольехимпрома» появилось ООО «Усолье-Сибирский силикон» и стартовал проект «Солнечный кремний». В 2006 году плановый годовой объём выпуска поликремния был обозначен в 5 тысяч тонн. В 2008 году на опытном участке мощностью 300 тонн была получена первая партия поликремния. Компания смогла привлечь финансирование на сумму более 13 млрд рублей (в том числе от «Роснано», Альфа-банка, а затем Сбербанка). Однако в тот же период на мировом рынке произошло резкое падение цен на поликремний — с 400 долларов за килограмм в 2006 году до 80 долларов в 2009 году и 16 долларов в 2011 году. В декабре 2012 года руководство «Нитола» объявило о консервации производства поликристаллического кремния, оповестив о сокращении к февралю 2013 года 1 284 человек.
До 2016 года административный центр Усольского района, в состав которого не входил.

## Население

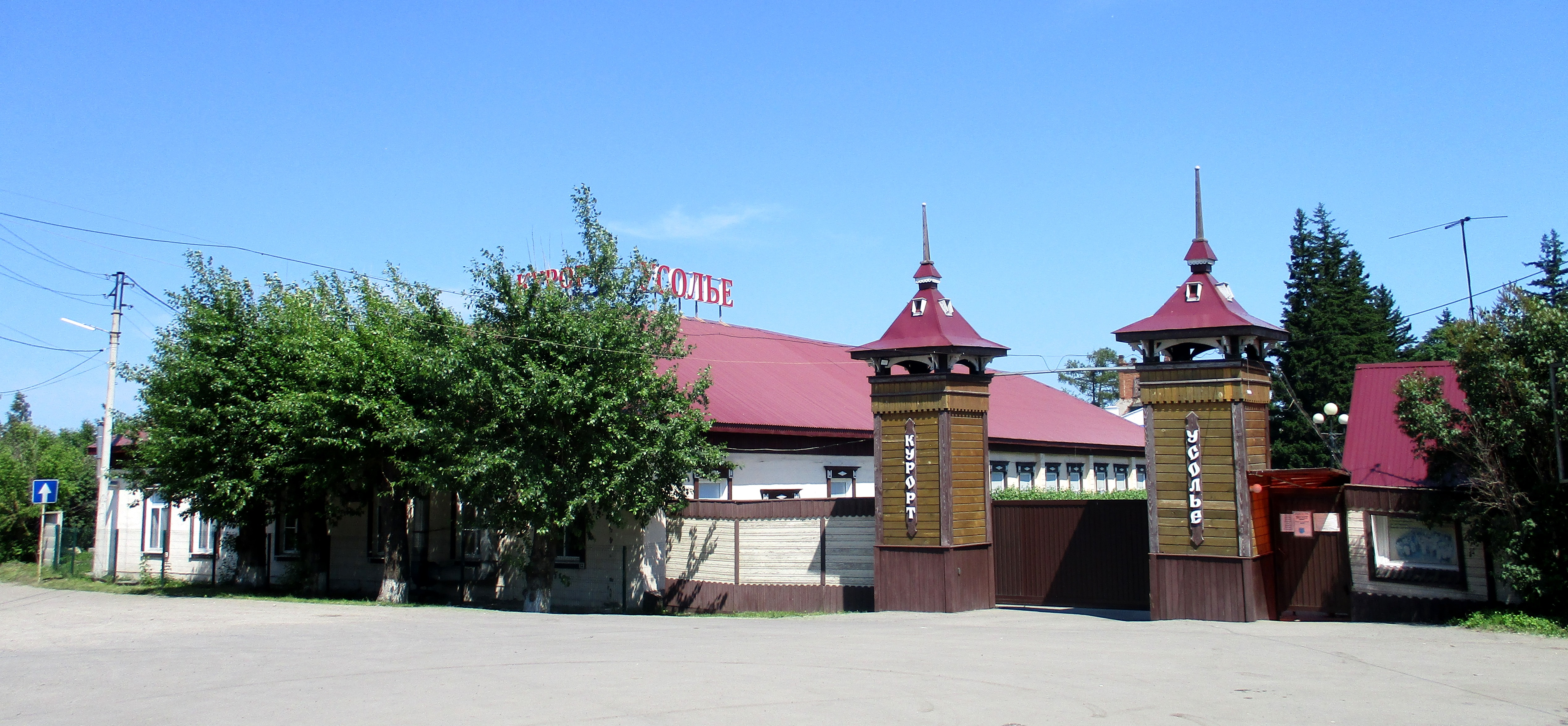
Курорт «Усолье»

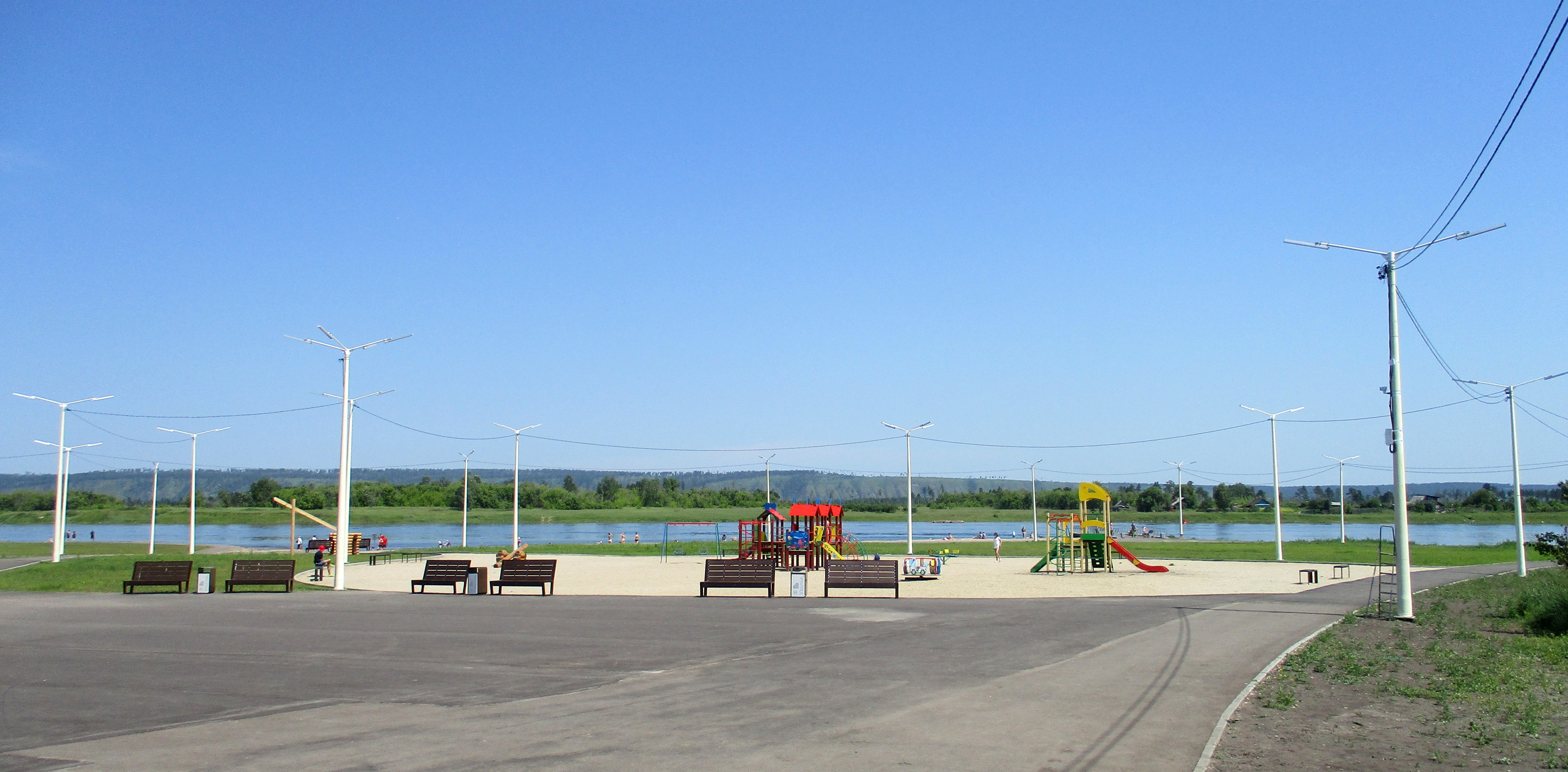
Городской пляж на берегу Ангары

| 1897     | 1926     | 1931     | 1939     | 1959     | 1962     | 1967     | 1970     | 1973     | 1975     | 1976     |
| -------- | -------- | -------- | -------- | -------- | -------- | -------- | -------- | -------- | -------- | -------- |
| 3000     | ↗8000    | ↗8600    | ↗20 000  | ↗48 494  | ↗60 000  | ↗75 000  | ↗86 747  | ↗94 000  | ↗100 000 | →100 000 |
| 1979     | 1982     | 1985     | 1986     | 1987     | 1989     | 1990     | 1991     | 1992     | 1993     | 1994     |
| ↗103 036 | ↗106 000 | ↗109 000 | →109 000 | ↘108 000 | ↘106 496 | ↗107 000 | →107 000 | →107 000 | →107 000 | ↘106 000 |
| 1995     | 1996     | 1997     | 1998     | 1999     | 2000     | 2001     | 2002     | 2003     | 2005     | 2006     |
| →106 000 | ↘105 000 | →105 000 | ↘104 000 | ↗104 100 | ↘103 500 | ↘103 300 | ↘90 161  | ↗90 200  | ↘88 100  | ↘86 900  |
| 2007     | 2008     | 2009     | 2010     | 2011     | 2012     | 2013     | 2014     | 2015     | 2016     | 2017     |
| ↘86 200  | ↘85 900  | ↘85 660  | ↘83 327  | ↘83 086  | ↘82 338  | ↘81 385  | ↘80 331  | ↘79 363  | ↘78 569  | ↘77 989  |
| 2018     | 2019     | 2020     | 2021     | 2025     |          |          |          |          |          |          |
| ↘77 407  | ↘76 846  | ↘76 047  | ↘74 762  | ↘71 694  |          |          |          |          |          |          |

На 1 января 2025 года по численности населения город находился на 228-м месте из 1124 городов Российской Федерации.

## Экономика
Наиболее значительные предприятия:
- ООО «Руссоль»,
- машиностроительный завод ОАО «УЗГО» (производство оборудования для горных работ, ныне — ОАО ПО «Усольмаш»),
- завод «Усольехимфарм» — производитель фармацевтического сырья,
- фанерно-спичечный комбинат «Байкал»,
- ОАО «Кристалл» (производство монокристаллов и сцинтилляционных детекторов).

Ранее в городе функционировали компании ООО «Усольехимпром», ООО «Усолье-Сибирский Силикон» и ООО «Химстроймонтаж». На данный момент предприятия фактически прекратили свою деятельность. Производственные процессы на этих предприятиях остановлены, оборудование демонтируется, сейчас происходит ликвидация, обеззараживание и нейтрализация химически опасных веществ, находящихся в больших количествах на промплощадке.
Объём отгруженных товаров собственного производства, выполнено работ и услуг собственными силами по обрабатывающим производствам за 2009 год 2,87 млрд рублей, (в том числе: химическое производство 2,24).
Широкую известность получил курорт «Усолье», где лечат различные заболевания опорно-двигательного аппарата, пищеварительной и периферической нервной системы за счёт хлоридно-натриевой воды (рассола), которую в разведённом виде используют для ванн и иловой грязи расположенного рядом озера Мальта.
Распоряжением Правительства РФ от 29.07.2014 № 1398-р (ред. от 13.05.2016) «Об утверждении перечня моногородов», включён в список моногородов Российской Федерации с наиболее сложным социально-экономическим положением.
Постановление от 26 февраля 2016 года № 135. ТОР «Усолье-Сибирское» создаётся в целях содействия развитию моногорода Усолье-Сибирское путём привлечения инвестиций и создания новых рабочих мест, не связанных с деятельностью градообразующих предприятий.

## Транспорт

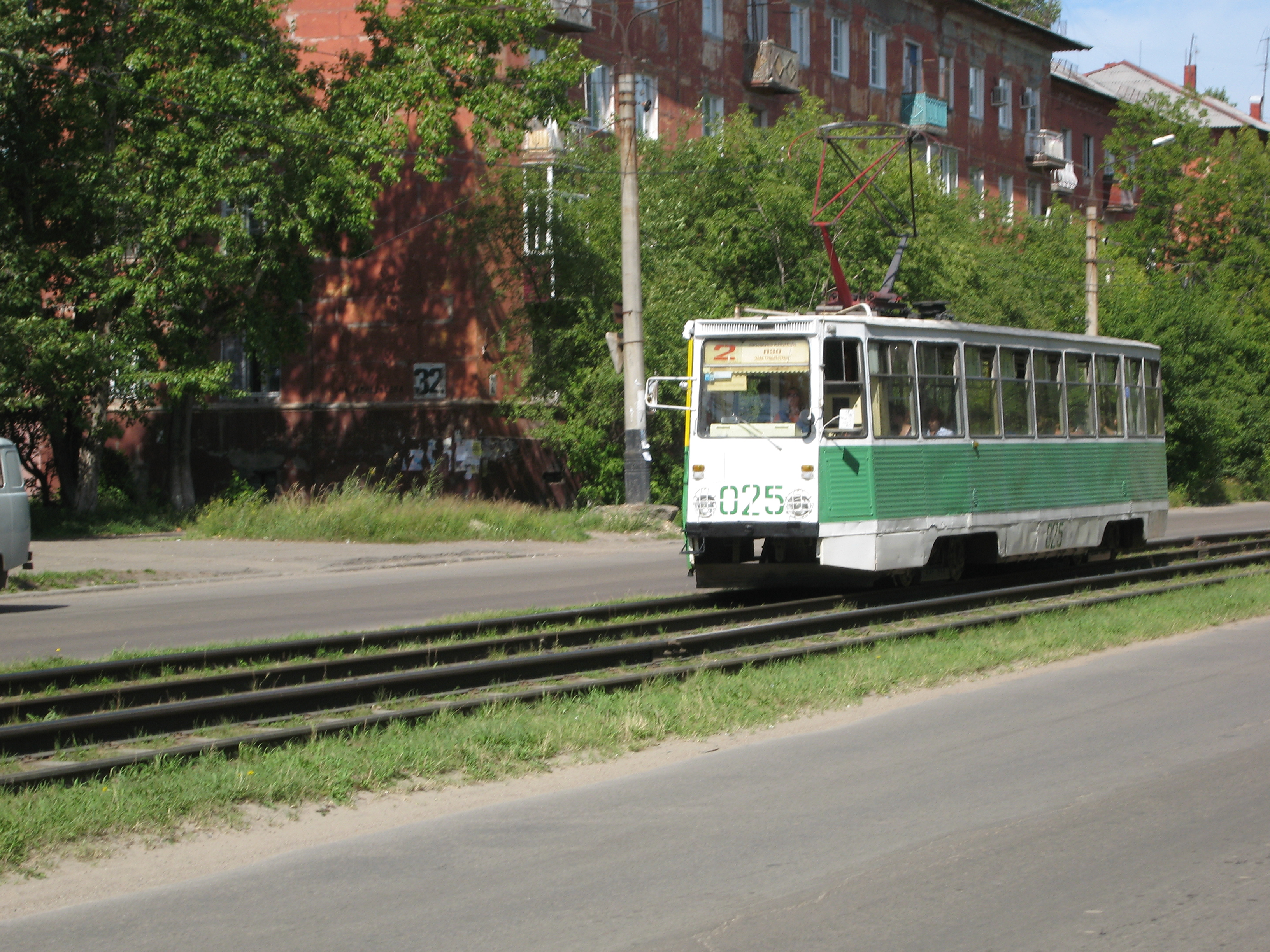
Усольский трамвай

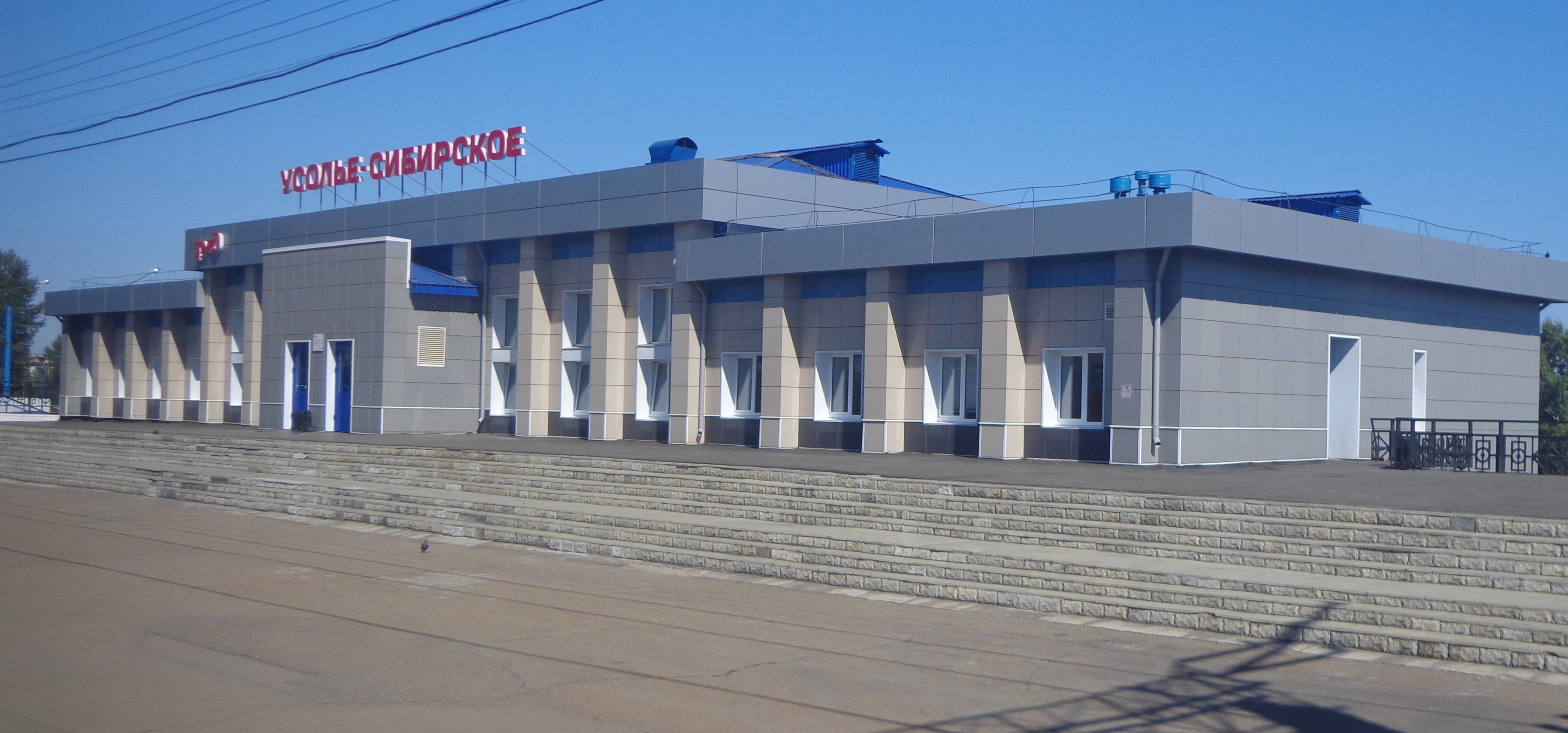
Железнодорожный вокзал Усолье-Сибирское

Имеется автостанция (по улице Республики). Усолье-Сибирское связано автобусными маршрутами с посёлками и сёлами Усольского района, а также городами Ангарском, Иркутском.
Работает железнодорожный вокзал на станции Усолье-Сибирское, где останавливаются все пригородные, ускоренные пригородные, пассажирские поезда и скорые поезда (за исключением международных поездов Москва — Пекин и Москва — Улан-Батор и скорых поездов Москва — Владивосток («Россия»), Новосибирск — Владивосток). Историческое здание вокзала не обслуживает пассажиров. Новое двухэтажное здание вокзала построено в 1990 году. Также, в пределах города имеются остановочные пункты электропоездов: Зелёный городок, Лужки и Мальтинка.
Пристань на реке Ангаре, где останавливаются теплоходы «Метеор», следующие по маршруту Иркутск — Братск.
Внутригородской транспорт представлен трамваями, мини-автобусами и маршрутными такси.
20 ноября 2024 года состоялось открытие нового участка федеральной трассы Р255, выполняющей функцию обхода города Усолье-Сибирское, позволяющей сократить время в пути для транзитного транспорта и значительно разгрузить улично-дорожную сеть города, сократить выбросы выхлопных газов. Его построили в рамках национального проекта «Безопасные качественные дороги». Протяжённость участка — более 42 километров, он соответствует первой технической категории и имеет по две полосы движения в каждую сторону. При строительстве участка были возведены:
- шесть транспортных развязок, три из которых — двухуровневые;
- пять мостов через реки Тельминка, Биликтуйка, Картагон и Целота;
- пять путепроводов, два из них — над железной дорогой;
- два надземных пешеходных перехода;
- наружное освещение на участках общей протяжённостью 28 километров.

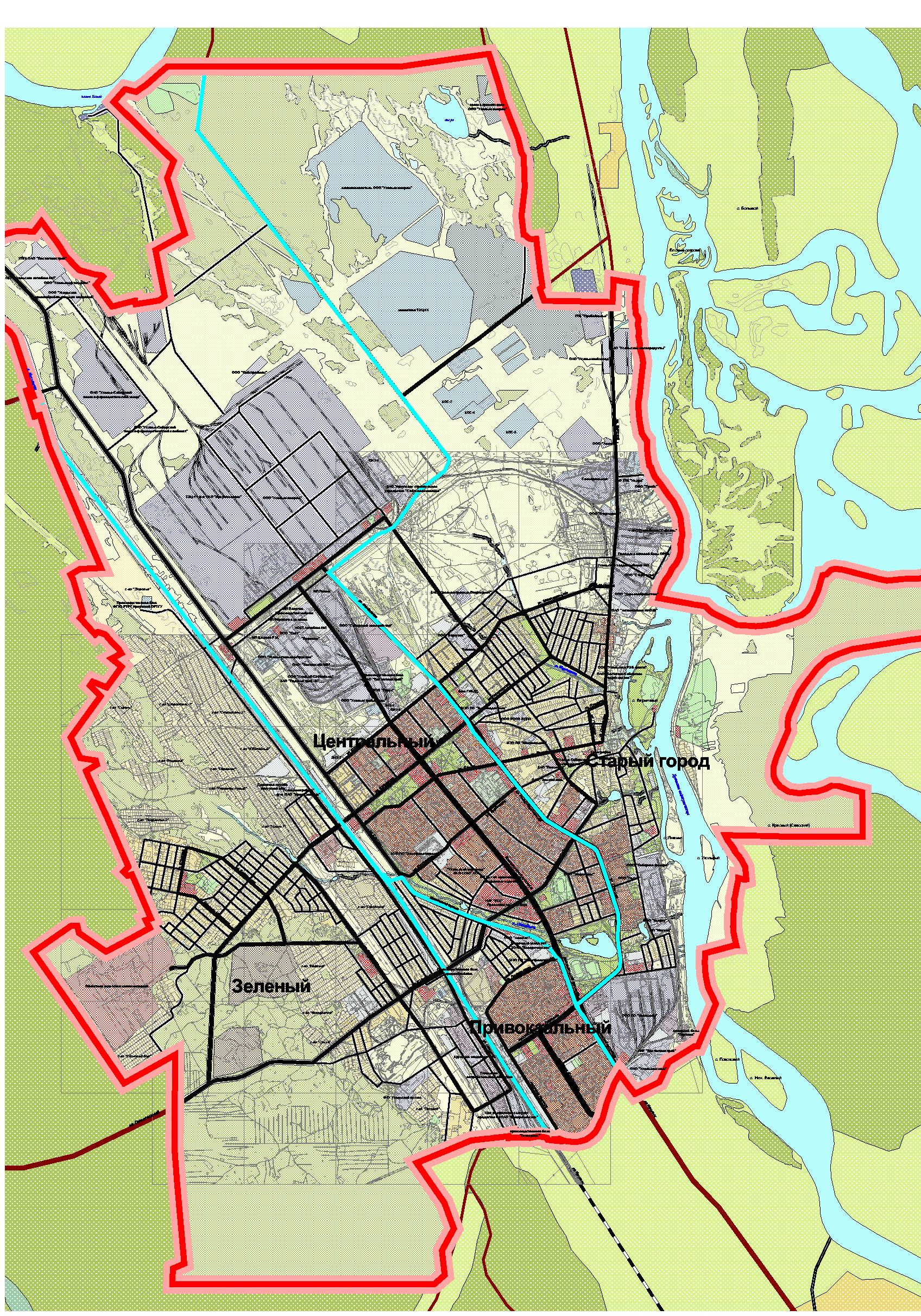
Планировка г. Усолье-Сибирское

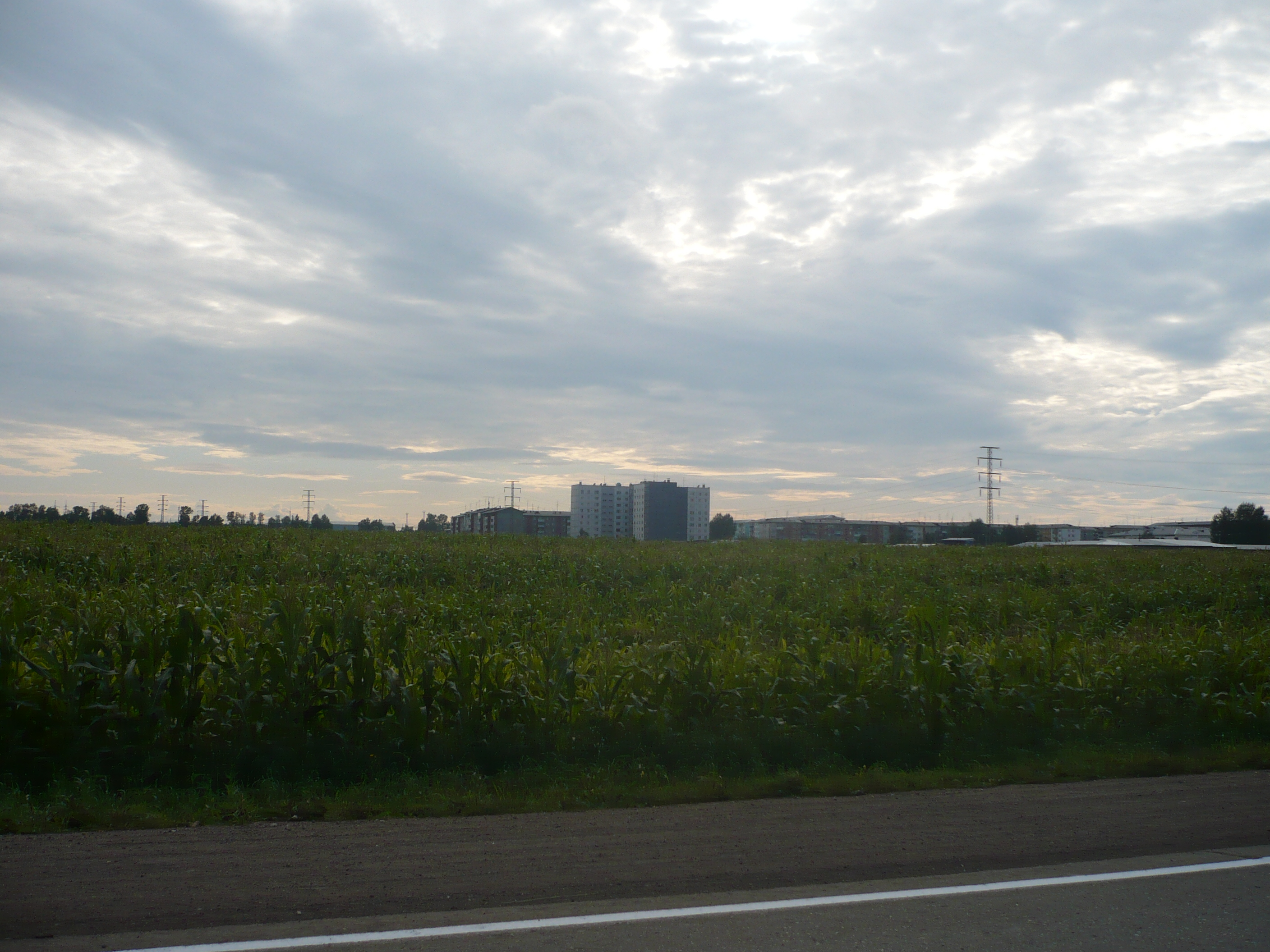
Вид слева на въезде в Усолье-Сибирское по старому участку федеральной трассы со стороны Иркутска

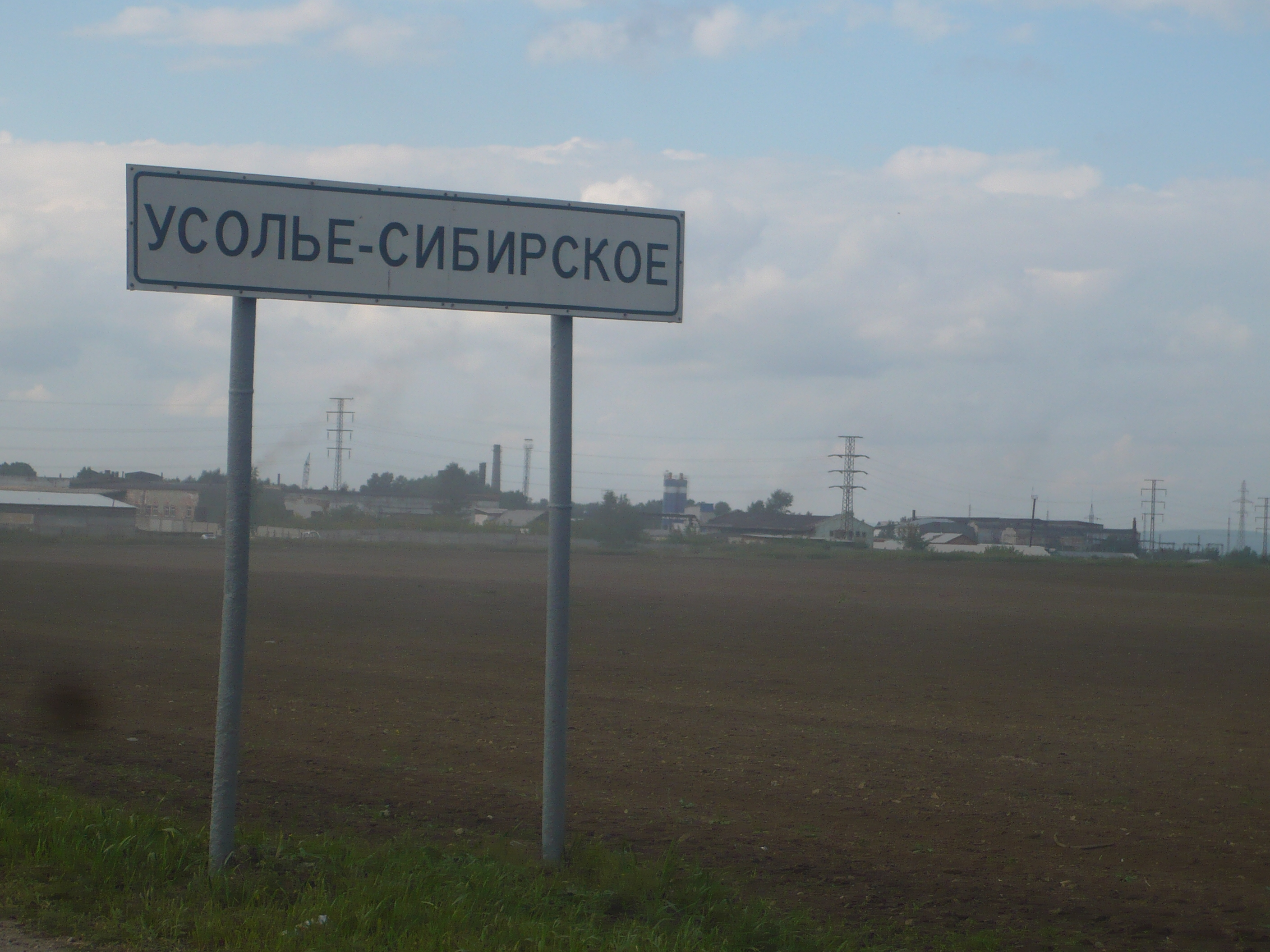
Вид справа на въезде в Усолье-Сибирское по старому участку федеральной трассы со стороны Иркутска

## Особенности планировки города
Город, несмотря на небольшое население, достаточно протяжён по площади. Официально выделяют четыре основных района города:
- Привокзальный район;
- Центральный район;
- Старый город;
- Зелёный городок;

### Привокзальный район
В данный момент считается центром города. Начал застраиваться в конце 1960-х годов. Самый крупный жилой массив города, расположен между трассой Р-255 и Транссибирской магистралью. Застроен в основном пятиэтажными домами 1970—1980-х годов постройки, также имеются пять девятиэтажных домов (на пересечении Комсомольского проспекта и проспекта Красных Партизан, в конце проспекта Космонавтов, ещё два на выезде из города по Ленинскому проспекту в южной части района и один достроенный в 2011 году). Большая часть торговых центров города расположена в Привокзальном районе. С севера к району примыкает городской пруд (в народе «Калтус», официально «Озеро Молодёжное»). Однако в связи с плохим экологическим состоянием в нём запрещено купаться. К северо-востоку от района находится завод горного оборудования (ОАО ПО «Усольмаш»). Основные улицы района: Ленинский проспект (трасса Р 255), Комсомольский проспект, проспект Красных Партизан, проспект Космонавтов, улица Луначарского.

### Центральный район
По улицам Ватутина, Стопани, Коростова на 1 очередь проектом предусматривается строительство малоэтажной блокированной застройкой на территориях, освобождаемых при сносе по ветхости 2-х этажной деревянной застройки. Вдоль улицы Ватутина на 2 очередь предусматривается замена четырёхэтажных жилых домов, не отвечающих нормам сейсмобезопасности. На освободившейся от кирпичного завода и прилегающей к нему коммунальной зоны территории предусматривается новый общегородской центр, который располагается с учётом трассировки существующих и проектируемых городских магистралей. На пересечении двух основных улиц города — Ленина и Комсомольского проспекта — располагается Комсомольская площадь с муниципальным дворцом культуры (ранее назывался «Химик») и гостиницей «Усолье». Ресторан гостиницы «Усолье», неофициально называемый «Пещера», в советское время пользовался популярностью у жителей не только Усолья, но и соседних городов благодаря необычному внутреннему оформлению, напоминающему грот пещеры. С обеих сторон от площади расположены Верхний и Нижний парки. По улице Ватутина располагается городская администрация. Главные улицы района: Интернациональная, Суворова, Молотовая, Энгельса, Машиностроителей, Карла Либкнехта, Стопани, Ватутина, Коростова, Ленина, проспект Комсомольский.

### Старый город
Историческая часть города, расположена на берегу реки Ангары, застроена практически полностью домами частного сектора. Здесь расположены курорт «Усолье», городской ОМВД, Спасо-Преображенский храм. Севернее Старого города находится посёлки Жилгородок, Каркасный и комбинат «Сибсоль». В советское время работал паро́м до острова Красного, где в лесопарковой зоне любили проводить выходные дни усольчане. В 1990-х годах паром перестал работать, а лес был вырублен. Основные улицы района: Ленина, Карла Маркса, Орджоникидзе, Молотовая.

### Зелёный городок
Малоэтажная и усадебная часть застройки города, находящаяся за железной дорогой. Район оборудован собственной одноимённой ж/д станцией. В районе нет ни одной школы, больницы и детского сада, но есть Педагогический колледж и Профессиональное училище № 11. Здесь находится единственный в городе конный двор. На территории района находится Городское кладбище, Мусульманское кладбище. Основные улицы района: Восточная, Алексеевская, Жуковского.

### Первый участок
Неофициальная часть города, примыкающая с юга к Старому городу. В советское время эта часть города складывалась как место проживания работников завода горного оборудования (ОАО «ПО „Усольмаш“») и ФСК «Байкал». В застройке преобладают каменные двухэтажные дома, построенные в 1950—1960-х годах, четырёхэтажные и пятиэтажные дома 1970—1980-х годов. В конце 1980-х — начале 1990-х годов возник новый микрорайон по улице Республики в районе Центрального рынка.

### Второй участок
Неофициальная часть города многоэтажной застройки севернее улицы Куйбышева. В советское время застраивался домами для работников ПО «Химпром» и химфармкомбината. В застройке преобладают «сталинки» 1950-х годов в три и четыре этажа, кирпичные и крупнопанельные четырёхэтажные дома и более новые пятиэтажные. По улице Стопани располагается большое количество двухэтажных деревянных домов 1930—1940 — 1950-х годов постройки, многие из них в аварийном состоянии.
Помимо районов, в городе выделяются кварталы и микрорайоны:
- 7, 8, 9 микрорайоны;
- 3, 20, 21, 23, 24, 24А, 24Б, 26 и 59 кварталы.

## Образование
В городе насчитывается около двадцати учебных заведений.

## Климат
Климат города резко континентальный с суровой и продолжительной зимой, коротким жарким летом. Общая продолжительность зимнего периода 130—140 суток, летнего — 80—110 суток. Осень и весна имеют краткий период от 40—60 суток. На климат города существенно влияют водные массы озера Байкал и Братского водохранилища. Зима в городе начинается в первых числах ноября (в последние годы осенний период стал увеличиваться до конца месяца) и длится до конца марта. Самая низкая температура в городе была зафиксирована в январе 2000 г. — −52.0 °C, самая высокая — 22 июня 2010 г. — +39.878 °C. Лето начинается с 25 мая и длится до первых чисел сентября. Для лета характерна резкая смена погоды от жаркой до прохладной с частыми осадками, особенно во второй половине августа. Из неблагоприятных летних атмосферных явлений стоит отметить ураган, прошедший 16 июля 2004 г. В результате в городе и районе были повалены тысячи деревьев, нанесён серьёзный урон инфраструктуре
| Показатель                    | Янв. | Фев. | Март | Апр. | Май | Июнь | Июль | Авг. | Сен. | Окт. | Нояб. | Дек. | Год |
| ----------------------------- | ---- | ---- | ---- | ---- | --- | ---- | ---- | ---- | ---- | ---- | ----- | ---- | --- |
| Средний суточный максимум, °C | −19  | −15  | −5   | 8    | 15  | 22   | 24   | 21   | 14   | 6    | −5    | −14  | 5   |
| Средний суточный минимум, °C  | −27  | −25  | −18  | −7   | 3   | 9    | 12   | 10   | 4    | −5   | −16   | −24  | −7  |
| Норма осадков, мм             | 5    | 10   | 10   | 20   | 25  | 50   | 100  | 70   | 40   | 25   | 15    | 15   | 385 |
| Источник: Яндекс-погода       |      |      |      |      |     |      |      |      |      |      |       |      |     |

## Экологическая обстановка
В соответствии с докладом Минприроды Усолье-Сибирское входит в список 20 городов России с самым загрязнённым воздухом.

### Влияние автотранспорта
Через город проходила оживлённая федеральная магистраль Р255 «Сибирь» (участок ранее существовавшего московского тракта), в результате чего выхлопные газы более 15 тысяч транзитных автомобилей каждые сутки поступают в атмосферу города. В часы пик участок дороги через населённый пункт (чуть более 12 км) преодолевается более чем за один час.
20 ноября 2024 года состоялось открытие нового участка федеральной трассы Р255, выполняющей функцию обхода города Усолье-Сибирское, позволяющей сократить время в пути для транзитного транспорта и значительно разгрузить улично-дорожную сеть города, сократить выбросы выхлопных газов.

### Промышленное влияние

#### Усольехимпром
Долгое время «Усольехимпром» был основным градообразующим предприятием, производственная площадка которого занимала 610 гектаров. После ликвидации производства из-за банкротства в 2017 году объекты со специализированным оборудованием, трубопроводы, накопители химических отходов, специализированная железнодорожная станция, а также ёмкости с остатками продуктов химического производства оказались брошенными и без надлежащей охраны.
С 1970 по 1998 год на Усольехимпроме работал цех ртутного электролиза, который сбросил в окружающую среду около 1461 тонн тяжёлых металлов, из них 60 тонн попали в Ангару. После прекращения деятельности здание и территория не были должным образом демеркуризированы. Под зданием цеха продолжает находиться ртуть, удерживаемая глиной. Впоследствии ртуть была обнаружена на дне Ангары и в рыбе. В шламонакопитель было сброшено около 725 тонн ртути.
В 2018 году на промплощадке дважды происходили утечки химикатов. С осени 2018 года в Усолье-Сибирском действует режим чрезвычайной ситуации из-за опасности утечек ядовитых веществ с предприятия «Усольехимпром», в том числе организована военизированная охрана.

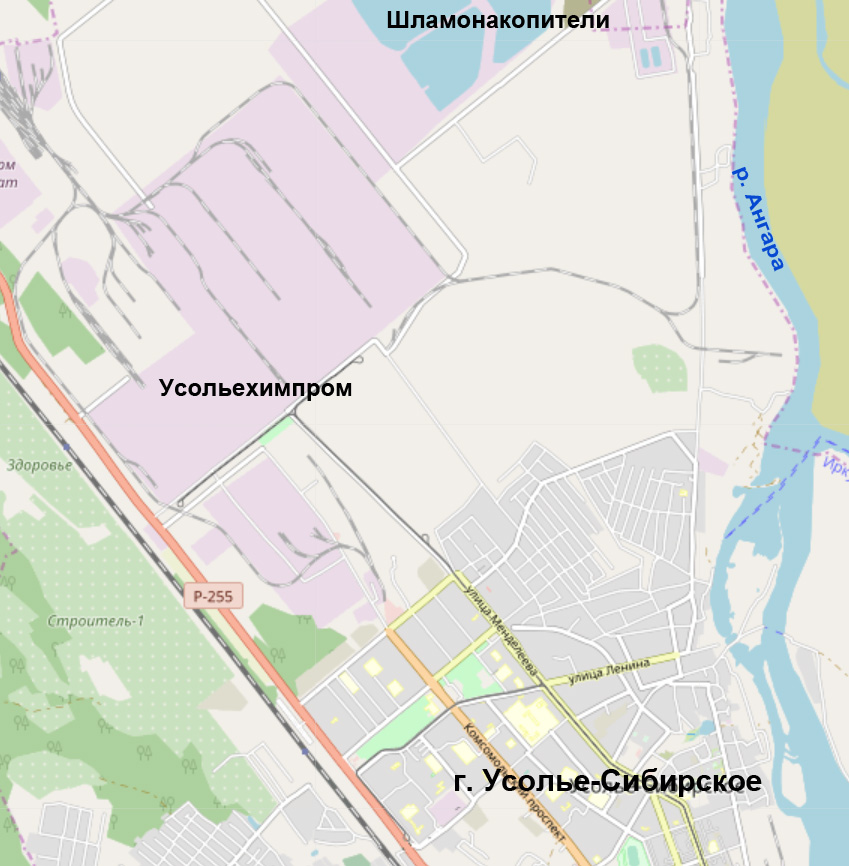
Усольехимпром на карте Усолье-Сибирского

В 2019 году специалистами Росприроднадзора было обнаружено значительное превышение ПДК в результате произведенных замеров (около 200) уровня загрязнения воздуха, воды, почвы и отходов предприятия. Главой Росприроднадзора Светланой Радионовой было отмечено, что необходимо провести рекультивацию, иначе может возникнуть экологическая катастрофа. В том же году полномочия по ликвидации накопленного вреда окружающей среде были переданы Правительству Иркутской области, но несмотря на это более 1,7 млн тонн химических отходов в шламонакопителях и объекты химического производства находились в ненадлежащем состоянии и к ним был возможен свободный доступ. Периодически на промышленной площадке возникали утечки высокотоксичных химических соединений и регулярно регистрировались превышения норм ПДК опасных веществ.

#### Авария 2020 года
11 июня 2020 года из-за прорыва дамбы произошла крупная утечка из канализационных очистных сооружений, расположенных на территории «Усольехимпрома». В реку Ангара вылились иловые осадки, содержавшие в себе целый ряд токсичных веществ.
На 1 августа 2020 года ПДК ртути на предприятии была превышена в сточных водах почти в 34 тыс. раз, в воздухе — в 367 раз.

#### Рекультивация
По распоряжению В. В. Путина от 30 июля 2020 года для решения экологических проблем была сформирована рабочая группа, в которую вошли врио губернатора Иркутской области Игорь Кобзев, глава Минприроды Дмитрий Кобылкин, специальный представитель Президента по вопросам природоохранной деятельности, экологии и транспорта Сергей Иванов, представители МЧС, МВД, Росгвардии, Минобороны, управления Росимущества, Роспотребнадзора, Росприроднадзора, прокуратуры, представители Администрации города Усолье-Сибирское, члены профильных региональных министерств и ведомств, а также представители общественных организаций и другие. Исполнителем работ было определено предприятие Госкорпорации «Росатом» — ФГУП «Федеральный экологический оператор».
3 августа 2020 года Минобороны отправило специалистов войск радиационной, химической и биологической защиты (РХБЗ) для помощи в ликвидации угрозы загрязнения окружающей среды.
В 2020 году было выделено более 400 млн рублей на первоочередные задачи по очистке территории. К 2021 году был разработан комплексный проект рекультивации всей загрязнённой территории.
За 2020—2021 года приведены в безопасное состояние и перезатарены 17 аварийных ёмкостей большого объёма, содержащих токсичные вещества; завершен демонтаж наземной части и фундаментов цеха ртутного электролиза — основного источника загрязнения окружающей среды ртутью; по периметру здания цеха установлена противофильтрационная завеса, проведена демеркуризация наиболее загрязненных демонтированных строительных конструкций; ликвидировано 12 скважин рассолпромысла с накопленными отходами, находящимися в непосредственной близости от города; локализована нефтяная линза, установлена противофильтрационная завеса и локальные очистные сооружения для ликвидации угрозы залпового выброса нефтепродуктов в Ангару.
В июне 2022 года был снят режим ЧС.
В 2022 году директор направления по реализации государственных и отраслевых программ в сфере экологии «Росатом» Андрей Лебедев и губернатор Иркутской области Игорь Кобзев сообщили, что за этот год было демонтировано 122 строения из 214 запланированных, а также других объектов, которые несли угрозу залпового загрязнения.
В декабре 2022 года досрочно завершился первый этап демонтажных работ, в результате которого все 204 объекта, обозначенные в рамках заключенного госконтракта, были снесены. Общий объём строительных конструкций составил более 3 млн м³.
Специалисты независимой лаборатории Росприроднадзора ЦЛАТИ регулярно проводят лабораторные исследования атмосферного воздуха, почвы, воды сразу по нескольким показателям. Превышений ПДК не выявлено.

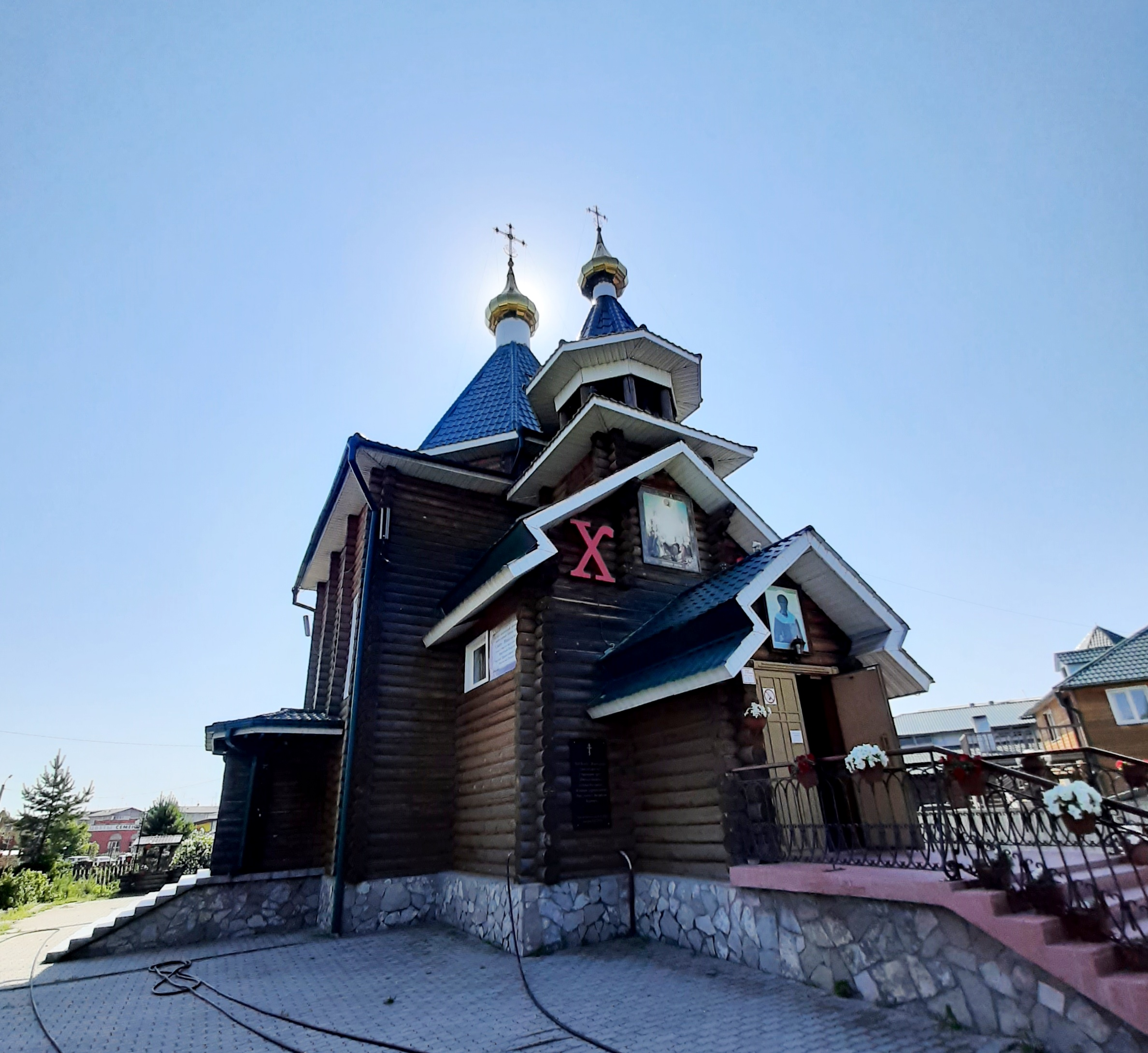
Свято-Никольский храм

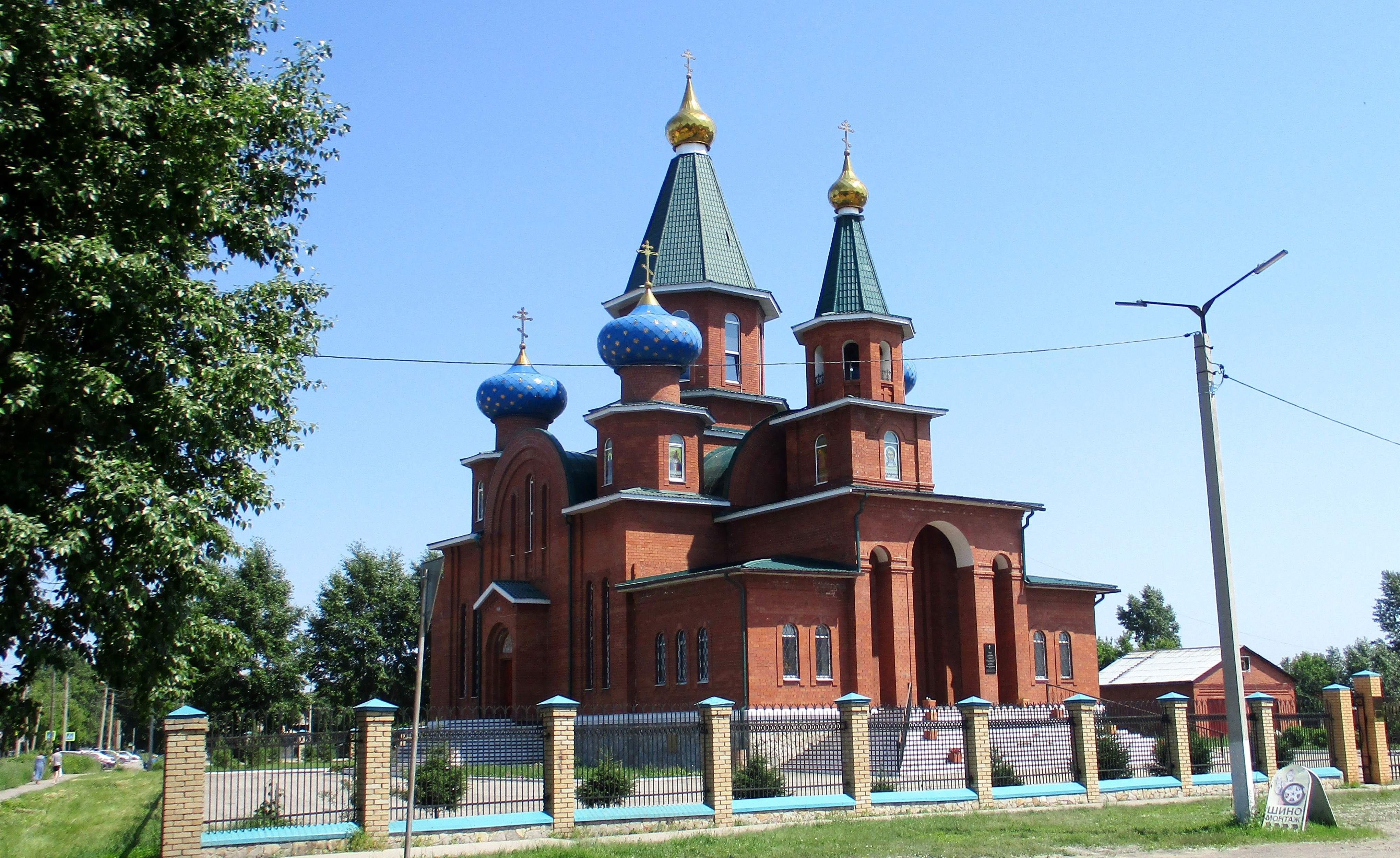
Спасо-Преображенский храм

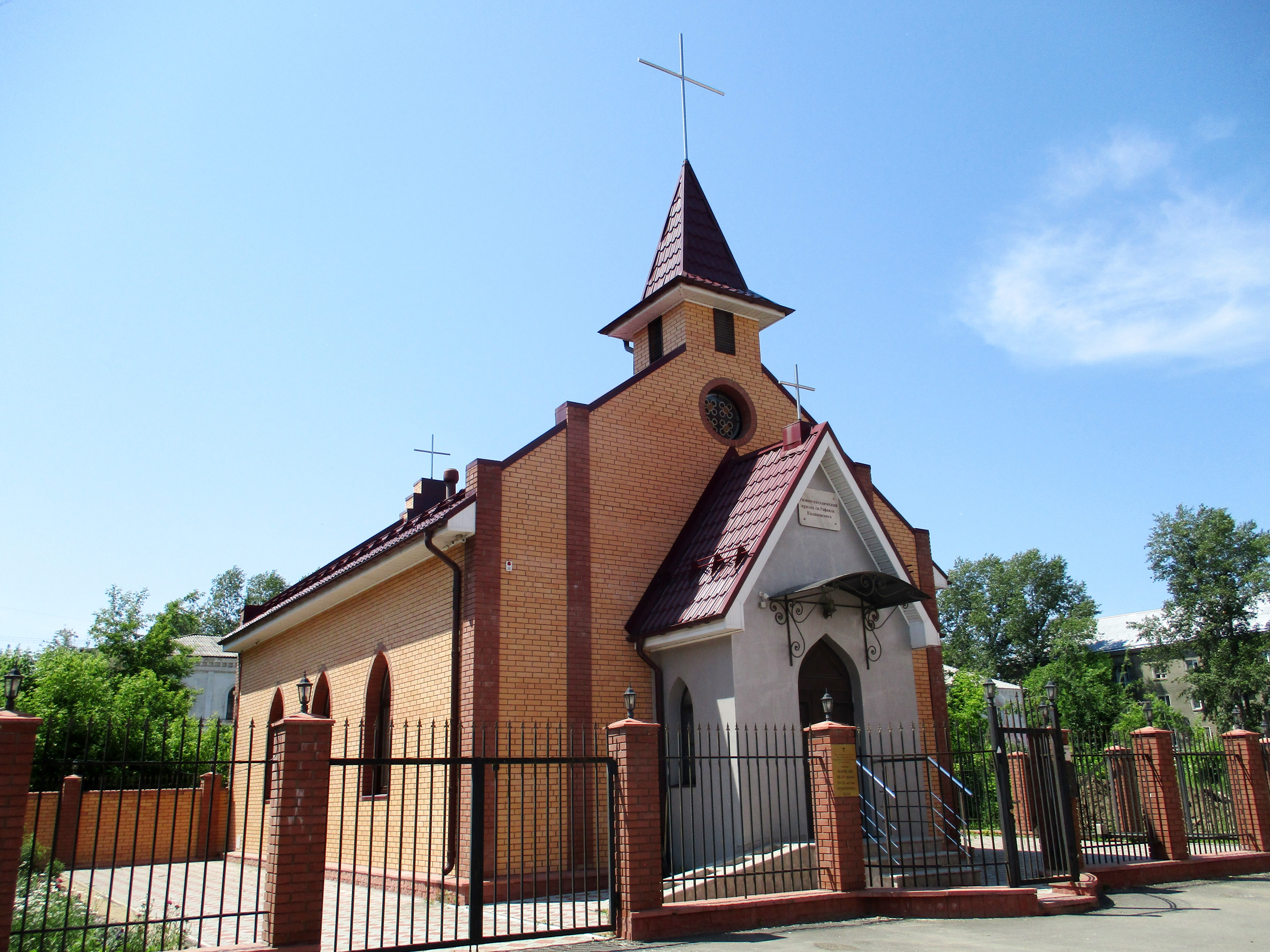
Римско-католический приход св. Рафаила Калиновского

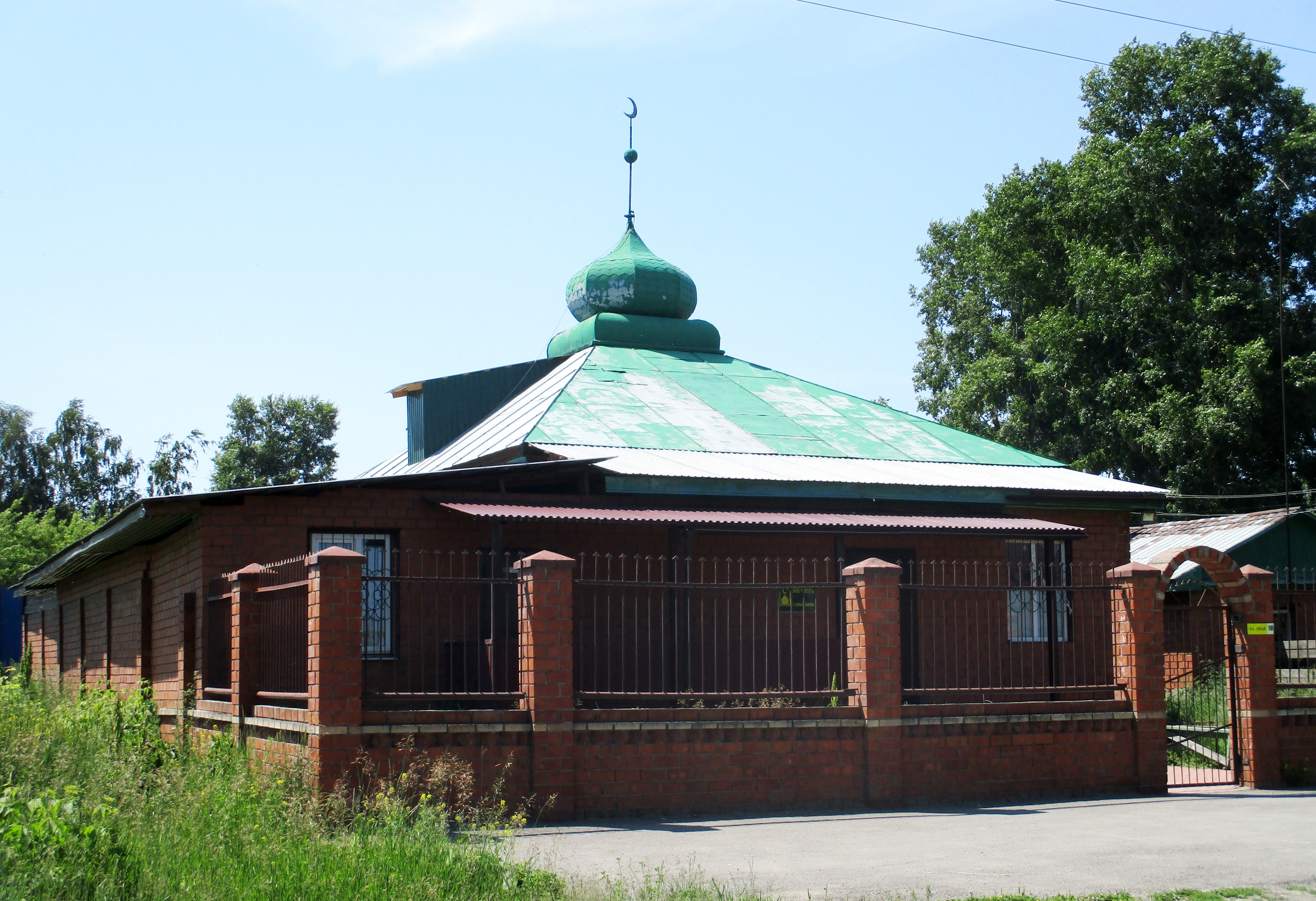
Мечеть

## Религия
Православие
В Усолье существуют два православных храма: старый, деревянный Свято-Никольский храм в Привокзальном районе и новый, кирпичный Спасо-Преображенский храм выстроенный на месте разрушенного после Октябрьской революции. Планируется строительство храма вблизи городского кладбища.
Католичество
В Усолье-Сибирском действует женский католический монастырь ордена босых кармелиток, основанный в 2002 году. Католический приход, окормляемый отцами-кармелитами, назван по имени св. Рафаила Калиновского, который, находясь в царской ссылке, три года провёл в Усолье. Действует благотворительный центр сестёр альбертинок.
Ислам
Действует мечеть, основанная ещё до Октябрьской революции. В районе Зелёного городка — мусульманское кладбище.